# مسام سنخية
المسام السنخية أو مسام كون (بالإنجليزية Pores of Kohn أو Alveolar Pores) هي فراغات صغيرة مجاورة للأسناخ الرئوية، وظيفة هذه المسام تكمن بتأمين كمية معينة من الهواء، مثلاً إذا تفرغت الرئتين جزئياً من الهواء تعمل هذه المسام كمخزن احتياطي للهواء. وبإمكان هذه المسام أيضاً أن يوضع فيها مؤقتاً المواد غير المرغوب فيها كالبكتريا والموائع.
سميت هذه المسام أيضاً بمسام كون نسبةً للطبيب الجراح الألماني هانس كون (1866-1935) الذي كان أول من اكتشف المسام السنخية سنة 1893 م.